# Тиберий Юлий Кандид Марий Цельс
Тиберий Юлий Кандид Марий Цельс (лат. Tiberius Iulius Candidus Marius Celsus) — римский государственный деятель конца I века — начала II века.
Цельс происходил из провинции Африка. В 69/70 году он стал сенатором, а в 72 году принят в состав коллегии арвальских братьев. В 86 году Цельс занимал должность консула-суффекта с Марком Октавием Фронтоном. С 87/88 по 91/92 год он был легатом Галатии и Каппадокии. В 105 году Цельс стал ординарным консулом с Авлом Юлием Квадратом. Он скончался в 109 году.
У него было два сына: Тиберий Юлий Кандид Цецилий Симплекс и консул-суффект 122 года Тиберий Юлий Кандид Капитон.